# قرزح زرافشاني
قرزح زرافشاني (الاسم العلمي: Atraphaxis seravschanica) هو نوع من النباتات يتبع جنس القرزح من فصيلة البطباطية.